# Entzauberung der Welt

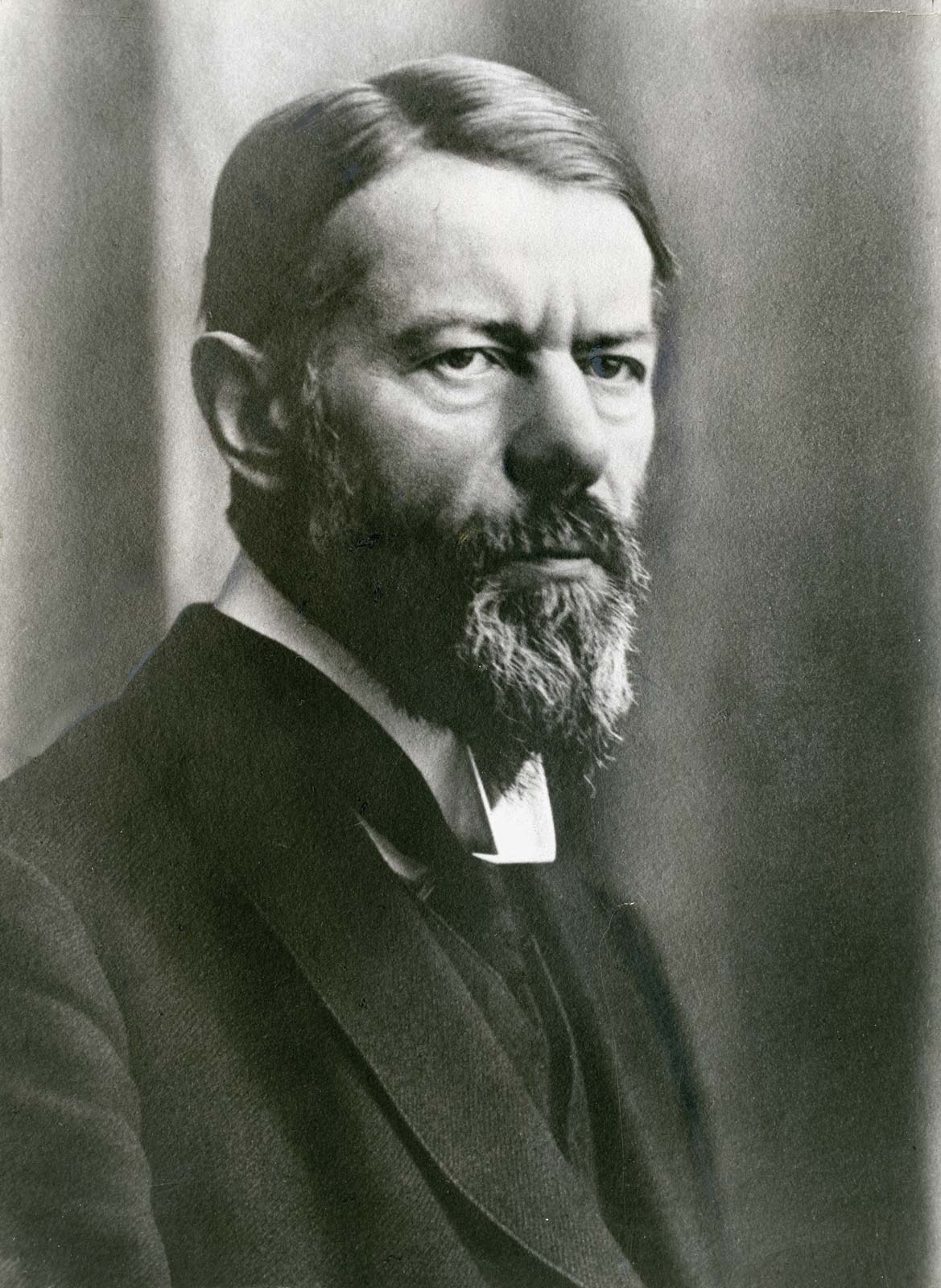
Max Weber (1918)

Die Entzauberung der Welt ist ein von dem Ökonomen und Soziologen Max Weber unter anderem in seinem später publizierten Vortrag Wissenschaft als Beruf von 1917 angeführtes Konzept, mit dem er die Entwicklung zusammenfasst, die sich aus der Intellektualisierung und Rationalisierung ergibt, die mit der Entwicklung der Wissenschaft einhergeht, aber bereits im Judentum, insbesondere bei den alttestamentlichen Propheten einsetzt.
In Wissenschaft als Beruf sagt Weber:

„Die zunehmende Intellektualisierung und Rationalisierung bedeutet also nicht eine zunehmende allgemeine Kenntnis der Lebensbedingungen, unter denen man steht. Sondern sie bedeutet etwas anderes: das Wissen davon oder den Glauben daran: daß man, wenn man nur wollte, es jederzeit erfahren könnte, daß es also prinzipiell keine geheimnisvollen unberechenbaren Mächte gebe, die da hineinspielen, daß man vielmehr alle Dinge – im Prinzip – durch Berechnen beherrschen könne. Das aber bedeutet: die Entzauberung der Welt. Nicht mehr, wie der Wilde, für den es solche Mächte gab, muss man zu magischen Mitteln greifen, um die Geister zu beherrschen oder zu erbitten. Sondern technische Mittel und Berechnung leisten das. Dies vor allem bedeutet die Intellektualisierung als solche.“

Eine ähnliche Entwicklung beschrieb Friedrich Schiller poetisch in seinem Gedicht Die Götter Griechenlandes, in dem er „die entgötterte Natur“ beschreibt.
Die Entzauberung der Welt trägt dazu bei, dass metaphysische oder Sinnbedürfnisse in der Moderne unbefriedigt bleiben. Daher wird seit den 1980er Jahren eine Wiederverzauberung der Welt konstatiert, ein neu erwachtes Interesse an Transzendenz und Spiritualität, das sich zumeist außerhalb der etablierten Kirchen eklektisch im New Age auslebt. Der amerikanische Kulturkritiker Morris Berman erkannte 1981 ein „Ende des Newtonschen Zeitalters“. Der niederländische Medienwissenschaftler Stef Aupers zieht diesen Prozess zur Erklärung der Zunahme von Verschwörungstheorien in den letzten Jahrzehnten heran: Der verbreitete „Wille zu glauben“ (“I want to believe”) finde in ihnen einen Kompromiss zwischen Wissenschaftlichkeit und Sinngebung, insofern Verschwörungstheorien zumeist scheinbar faktengesättigt und wissenschaftsförmig daherkommen, damit aber ein Geheimnis hinter oder unter der empirischen Oberfläche der modernen Welt aufzudecken meinen, nämlich die Verschwörung, die die vermeintlich wahre Bedeutung der bei oberflächlicher Betrachtung sinnlosen Phänomene liefert.